# Einar Groth
Karl Einar Bernhard Groth, född 30 december 1903 i Uppsala, död 9 maj 1964 i Enskede, var en svensk violinist, kapellmästare och kompositör.  
Groth utbildades vid Kungliga Musikkonservatoriet och blev efter studierna konsertmästare i Sune Waldimirs radioorkester 1936. Han startade senare en egen orkester. Han är även känd under pseudonymerna Bernhard Eje och Paul Gorensky.
Groth är begravd på Skogskyrkogården i Stockholm. Han var far till skådespelaren och sångerskan Erna Groth (1931–1993).

## Filmografi
- 1929 – Ville Andesons äventyr
- 1940 – Beredskapspojkar
- 1941 – Nygifta
- 1941 – Fransson den förskräcklige
- 1942 – Tre skojiga skojare
- 1942 – Doktor Glas
- 1943 – Fångad av en röst

## Filmmusik
- 1942 – Man glömmer ingenting